# Д-18Т
Д-18Т — турбореактивний двоконтурний трьохвальний двигун виробництва ВАТ «Мотор Січ», м. Запоріжжя, розроблений на ЗМКБ «Прогрес» під керівництвом головного конструктора В. А. Лотарьова. Знаходиться у серійному виробництві з 1984 року.
Створити двигун спочатку збиралися шляхом копіювання закордонних розробок. Як аналог спочатку був узятий двигун General Electric TF39-GE-1C, розроблений для транспортного літака C-5A «Гелаксі», але він мав малий ресурс і не підходив для цивільних літаків. Тоді як аналог вирішили використовувати англійський Rolls-Royce RB211 фірми Rolls-Royce plc. Проте делегація МАП, відправлена до Великої Британії в 1976 році, закупити зразки двигуна не змогла, тому що фірма висунула умову про продаж тільки великої партії двигунів (для 100 літаків), зрозумівши план СРСР зі створення аналога.
Конструкторам КБ «Прогрес» довелося йти власним шляхом. Досвіду створення таких двигунів у КБ не було, але до того часу для Як-42 був створений трьохвальний двигун Д-36, який і послужив прообразом для майбутнього Д-18Т. У порівнянні з попередником були збільшені ступінь підвищення тиску в компресорі і температура газів перед турбіною. Льотні випробування двигуна з використанням летючої лабораторії на базі Іл-76 почалися в 1982 році. Всього було здійснено 414 польотів загальною тривалістю 1288 годин. Серійне виробництво організоване на Запорізькому моторному заводі (ЗАТ «Мотор Січ») в 1985 році.
Застосовується на транспортних літаках Ан-124 «Руслан» і Ан-225 «Мрія». Двигун обладнаний ефективним пристроєм реверсу тяги, встановленим в контурі вентилятора. Модульна конструкція двигуна в поєднанні з ефективними засобами діагностики стану вузлів забезпечує можливість експлуатації за технічним станом без капітальних ремонтів на заводі. Сумарний наліт — понад 1 млн годин.

## Опис
Триваловий двигун високого ступеня двоконтурності Д-18Т був першим в СРСР реактивним авіадвигуном з безфорсажною тягою вище 20 000 кгс. Його було спроектовано групою конструкторів під керівництвом В. О. Лотарєва і призначався для встановлення на літак Ан-124 «Руслан» ОКБ Антонова.
Двигун оснащено ефективним пристроєм реверсу тяги, що встановлений в контурі вентилятора. Модульна конструкція двигуна в поєднанні з ефективними засобами діагностики стану вузлів забезпечує можливість експлуатації з попереджувальним обслуговуванням без капітальних ремонтів на заводі.
Перший запуск повномасштабного двигуна було здійснено в грудні 1979 року. Перший політ на летючій лабораторії Іл-76ЛЛ виконано в березні 1982 року. 24 грудня 1982 року літак Ан-124 здійснив свій перший політ. Двигуни Д-18Т також встановлено в літаку Ан-225 «Мрія».
Серійне виробництво Д-18Т було припинено у 1997 році і відновлено у 2002 вже новою модифікацією Д-18Т серії 3.

## Модифікації

### Д-18Т серії 3
Розвиток комерційної експлуатації «Русланів», підвищені вимоги замовників до ресурсу і економічності двигунів призвели до створення нової модифікації — Д-18Т серії 3.
В результаті вжитих конструктивно-технологічних заходів вдалось суттєво підвищити надійність, економічність і довговічність двигуна. Якщо для перших Д-18Т ресурс до ремонту становив всього 500 годин, тоді як плановий — 1000 годин, то для модифікації Д-18Т серії 3 експлуатаційний ресурс зріс до 18 000 годин.

##### Д-18Т серії 3М
В даний час роботи по двигуну Д-18Т тягою до 23400 кг, які встановлені на літаках військово-транспортної авіації Ан-124, літаках Ан-124-100 декількох авіакомпаній, а також які планується встановлювати на модернізованих Ан-124-300 відновленого виробництва, ведуться в двох напрямках: модернізації Д-18Т сер.3М для модернізації існуючих літаків типу Ан-124 і Д-18Т сер.5 для літаків Ан-124-300. Різко збільшуються і роботи по модернізації існуючого парку експлуатуються Ан-124.
У рамках договору з ДП «Івченко-Прогрес» і «Мотор Січ» ведуться роботи з модернізації сьогоднішнього двигуна Д-18Т серії 3 в профіль серії 3М.
Двигуни Д-18Т сер.3М повинні відрізнятися від серійних Д-18Т сер.3 меншим рівнем шуму, поліпшеною екологією, наявністю електронної системи управління двигуном. На сьогодні розробник зосередив свої сили на створенні модифікації Д-18Т сер.3М.
Роботи з їх встановлення та здійснення льотних випробувань на літаках авіакомпанії «Авіалінії Антонова» планується В 2017 році.

### Д-18Т серії 4
З метою підвищення вантажопідйомності і підвищення ефективності літака Ан-124-100 було розроблено модифікацію двигуна Д-18Т серії 4 з підвищеною приблизно на 10% тягою у злітному режимі. Для цього вжито таких заходів:
- вентилятор із зміненим профілюванням робочих лопаток, що дозволило збільшити злітну тягу без збільшення частоти обертання ротора вентилятора;
- модернізовано турбіну вентилятора;
- реверсивний пристрій з приводом рухомих частин від двох гідромоторів і електронним керуванням замість механічного приводу і гідромеханічної системи керування;
- заходи, що дозволили літаку виконати вимоги з шуму Розділу 4 IKAO;
- заходи з чистоти вихлопу, що забезпечили вимогу перспективних норм IKAO;
- змінено профілювання соплових лопаток турбіни середнього тиску;
- модернізовано систему охолодження робочої і соплової лопаток турбіни високого тиску.

### Д-18Т серії 5
Створення Д-18Т сер.5 є дещо більш віддаленою перспективою, ніж розробка Д-18Т сер.3М. П'ята серія двигуна вимагає майже в чотири рази більшого обсягу фінансування, ніж створення Д-18Т сер.3М. Щоб створити Д-18Т сер.5 необхідно здійснити витрати в обсязі орієнтовно $ 330–400 млн. Двигун Д-18Т сер.5 повинен буде мати злітну тягу 27-28 т, а тягу на надзвичайному режимі до 32 тонн.
Можливість створення Д-18Т сер.5 опрацьовується. Якщо буде прийнято рішення про відновлення серійного виробництва Ан-124, то розробник розпочне повномасштабні роботи зі створення цієї модифікації.
У двигуні Д-18Т сер.5 залишається каскад високого тиску і робиться абсолютно новий каскад низького тиску — вентилятор і турбіна будуть новими. Двигун не новий, а модернізований, тому сертифікувати його і проводити держвипробування буде легше за скороченою програмою в частині головних змін раніше сертифікованого і випробуваного базового двигуна Д-18Т.

## Технічні характеристики
| Характеристика                                            | Дані              | Дані              | Дані              |
| --------------------------------------------------------- | ----------------- | ----------------- | ----------------- |
| Характеристика                                            | Д-18Т             | Д-18Т серії 3     | Д-18Т серії 4     |
| Максимальний злітний режим (Н=0, Мn=0, МСА)               |                   |                   |                   |
| Тяга                                                      |                   |                   | 25830 кгс         |
| Злітний режим (Н=0, Мn=0, МСА)                            |                   |                   |                   |
| Тяга                                                      | 23430 кгс         | 23430 кгс         | 23430 кгс         |
| Максимальний крейсерський режим (Н=11000 м, Мn=0,75, МСА) |                   |                   |                   |
| Тяга                                                      | 4860 кгс          | 5000 кгс          | 5100 кгс          |
| Питома витрата пального                                   | 0,546 кг/кгс·год  | 0,561 кг/кгс·год  | 0,578 кг/кгс·год  |
| Ступінь двоконтурності                                    | 5,6               | 5,6               | 5,6               |
| Геометричні та масові характеристики                      |                   |                   |                   |
| Габаритні розміри                                         | 5400×2937×2792 мм | 5400×2937×2792 мм | 5400×2937×2792 мм |
| Суха маса                                                 | 4100 кг           | 4100 кг           | 4100 кг           |
| Призначений ресурс                                        | 1250 год          | 24000 год         | 24000 год         |

## Застосування
Застосовується на транспортних літаках Ан-124 «Руслан» і Ан-225 «Мрія». Модифікація Д-18Т серії 3 застосовується на Ан-124-100 та Ан-124-100-150, модифікація Д-18Т серії 3М — на Ан-124-100М-150.

## Д-18ТМ(ТР)
Турбореактивний двоконтурний двигун Д-18ТМ планувалося встановлювати на перспективні широкофюзеляжні середньомагістральні пасажирські літаки ДКБ Антонова Ан-218.
Його подальшою модифікацією став двигун Д-18ТР. Двигуни мають однакову конструкцію, але дещо різні характеристики.

### Конструкція
Конструкція двигуна:
- Вентилятор: одноступеневий, з 35 покритими титановими лопатками.
- Компресор середнього тиску: з сімома ступенями, з поворотними регульованими лопатками вхідного напрямного апарату і спочатку — і лопатками статора другого ступеня, і продувними клапанами позаду третього ступеня.
- Компресор високого тиску: з сімома ступенями, з продувними клапанами позаду четвертого ступеня[3].

| Характеристика                                            | Дані              | Дані              | Дані              |
| --------------------------------------------------------- | ----------------- | ----------------- | ----------------- |
| Характеристика                                            | Д-18ТМ            | Д-18ТР            |                   |
| Максимальний злітний режим (Н=0, Мn=0, МСА)               |                   |                   |                   |
| Тяга                                                      |                   |                   |                   |
| Злітний режим (Н=0, Мn=0, МСА)                            |                   |                   |                   |
| Тяга                                                      | 24810 кгс         | 26970 кгс         |                   |
| Максимальний крейсерський режим (Н=11000 м, Мn=0,75, МСА) |                   |                   |                   |
| Тяга                                                      | 51.49 кгс         | 54.33 кгс         |                   |
| Питома витрата пального                                   | 0.585 кг/кгс·год  | 0.585 кг/кгс·год  |                   |
| Ступінь двоконтурності                                    | 5,6               | 5,6               |                   |
| Геометричні та масові характеристики                      |                   |                   |                   |
| Габаритні розміри                                         | 5700×2986×2982 мм | 5700×2986×2982 мм | 5700×2986×2982 мм |
| Суха маса                                                 | 4750 кг           | 4750 кг           | 4750 кг           |
| Призначений ресурс                                        | 1250 год          | 24000 год         | 24000 год         |

Двигун Д-18ТМ і його модифікація Д-18ТР мали інший компресор середнього тиску на відміну від класичного Д-18Т — з великою витратою.

## Нові модифікації
На 2011 рік все частіше піднімається питання поновлення виробництва літаків Ан-124 «Руслан» та добудови другого зразка літака Ан-225 «Мрія» № 01-02. В разі поновлення виробництва планується встановлення на нові серійні зразки літаків Ан-124-300 та Ан-225 «Мрія» № 01-02 нових потужніших двигунів серії Д-18Т. Запорізькому підприємству «Мотор Січ» необхідно налагодити серійне виготовлення оновлених двигунів Д-18Т. Новий двигун крім збільшеної потужності і ресурсу повинен відповідати 4-й главі ІКАО щодо шумів, емісії та іншим показникам. Зараз складно спрогнозувати якими будуть нові параметри двигуна та в різних ЗМІ заявляється, що тяга двигуна має підвищитися до рівня 27-29 тс.
Від В. Богуслаєв а стало відомо, що «…в результаті глибокої модернізації тяга авіадвигуна Д-18Т, що одержав позначення Д-18ТМ, буде істотно збільшена».
Він зазначив, що збільшувати тягу двигуна планується поетапно. «На першому етапі тягу Д-18ТМ буде збільшена до 25 тс, а на другому етапі її планується збільшити до рівня 27 тс. Говорити про наступні етапи передчасно, але можливе збільшення тяги і до 29 т».
В. Богуслаєв також повідомив, що дослідний зразок Д-18ТМ вже проходить стендові випробування. Він пояснив, що роботи по збільшенню тяги двигуна Д-18Т обумовлені планами вдосконалення важкого рампового транспортного літака Ан-124 «Руслан».
Що стосується ціни нового двигуна, то вона, за словами В.Богуслаєва, буде вище, ніж ціна Д-18Т.

## Ресурси в Інтернеті
- Турбореактивный двухконтурный двигатель Д−18Т серии 3 [Архівовано 9 жовтня 2015 у Wayback Machine.] (рос.) // ДП Івченко-Прогрес
- Подробнее о газотурбинном двигателе Д-18Т (рос.). ДП Івченко-Прогрес. Архів оригіналу за 12 травня 2012. Процитовано 11 серпня 2006.